# Agostino Tassi

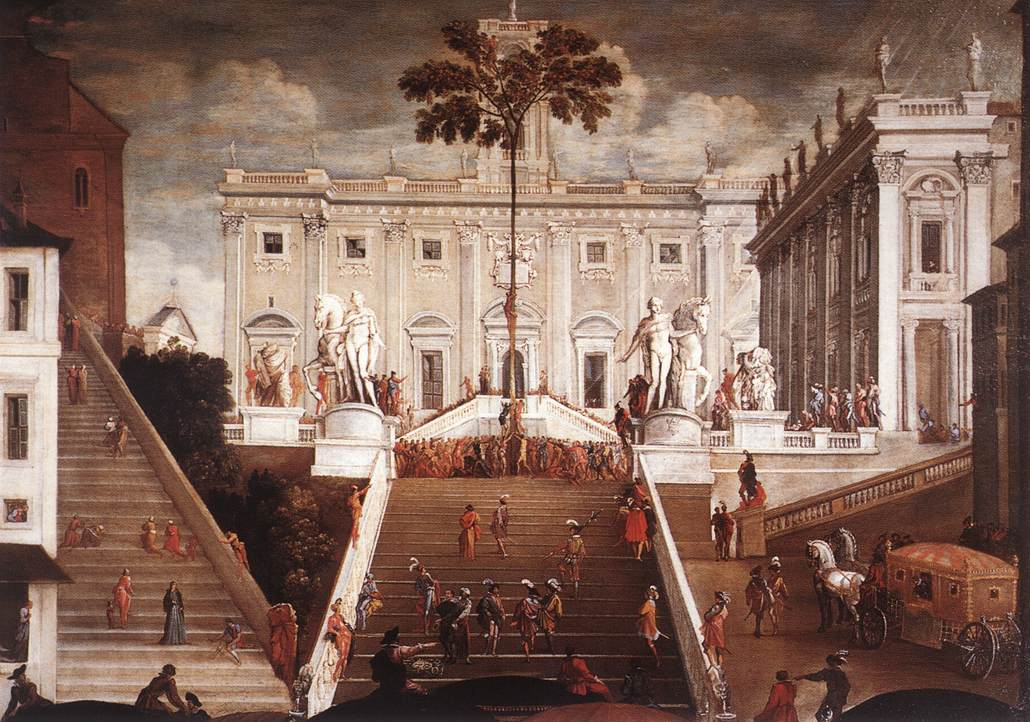

Agostino Tassi, född 1580 i Rom, död där 1644, var en italiensk målare under barocken.
Tassi utförde dekorativa landskap i palats och kyrkor i påvestaden, i Kvirinalpalatset, i Palazzo Lancelotti och 
Palazzo Rospigliosi med flera och i kyrkan Sant' Eustachio. Tavlor med hans namn (osäkra likväl) finns i Rom och Florens. Tassi målade även i Genua och i Livorno. Hans sjöstycken är berömda. Tassi dömdes 1612 för våldtäkt på den då 19-åriga Artemisia Gentileschi. Claude Lorrain var i sin ungdom en längre tid hans medhjälpare.